# AKB-級グルメスタジアム
AKB-級グルメスタジアム（エーケービーきゅうグルメスタジアム）は、スカチャンで放送されていたAKB48出演の特別番組。制作は食と旅のフーディーズTVを運営するIMAGICAティーヴィ。ハイビジョン制作。

## 概要
スカパー!独占企画の一つとして食と旅のフーディーズTVとスカパー!とのコラボレーションによって2010夏から不定期に制作・放送されるAKB48出演の料理番組。毎回、AKB48のメンバー3名が決められた御題にそって料理の腕前で対決するその料理の判定はグルメリポーターの彦摩呂の独断と偏見で行われる。
- ナレーター：牧野芳奈
- フードコーディネーター：宮崎よしふみ

シーズン1は、2010年スカパー夏のオリジナル独占コンテンツとしてオリジナル5話、総集編1話の計6話放送。2010年6月から8月末までスカチャンで放送。2010年12月より食と旅のフーディーズTVで放送。
シーズン2は、スカパー2010 冬のオリジナル独占コンテンツとして2010年12月よりスカチャンで放送。2011年6月より食と旅のフーディーズTVで放送。

## 放送日程

### シーズン1
| 回 | 放送日 （初回） | 放送内容 （料理テーマ）                                      | 出演メンバー                     |
| -- | --------------- | ------------------------------------------------------------ | -------------------------------- |
| 1  | 6月27日         | 付き合ってはじめて彼に食べさせる料理                         | 大島優子、秋元才加、峯岸みなみ   |
| 2  | 7月4日          | 急に彼から「何かたべるものない？」と 言われて作るごはん料理! | 宮澤佐江、北原里英、渡辺麻友     |
| 3  | 7月18日         | まったりとした午後に彼と食べるランチ                         | 柏木由紀、宮崎美穂、佐藤亜美菜   |
| 4  | 8月1日          | 疲れた彼を元気にするスタミナ料理                             | 小森美果、佐藤すみれ、石田晴香   |
| 5  | 8月15日         | 彼と記念日を祝うアニバーサリー料理                           | 前田敦子、倉持明日香、藤江れいな |
| 6  | 8月15日         | 総集編                                                       | -                                |

### シーズン2
| 回 | 放送日 （初回）          | 放送内容 （料理テーマ）                | 出演メンバー                   |
| -- | ------------------------ | -------------------------------------- | ------------------------------ |
| 1  | 2010年12月5日            | 腹ペコの彼を満足させるご飯のおかず料理 | 河西智美、増田有華、小林香菜   |
| 2  | 2010年12月19日           | 彼に刺激を与えるスパイシー料理         | 多田愛佳、仲谷明香、米沢瑠美   |
| 3  | 2011年1月9日             | 頑張った彼へのごほうび料理             | 小嶋陽菜、高城亜樹、仁藤萌乃   |
| 4  | 2011年1月23日            | 彼の健康を気遣うヘルシー料理           | 指原莉乃、大家志津香、片山陽加 |
| 5  | 2011年2月6日             | 彼に出来る女と思わせる家庭料理         | 梅田彩佳、松原夏海、佐藤夏希   |
| 6  | 2011年2月13日 60分拡大版 | 本命の彼に渡したい手作りチョコ         | 高橋みなみ、横山由依、前田亜美 |